# Ophelia borealis
Espèce
L'ophélie boréale (Ophelia borealis), souvent simplement nommée Ophélie ou ver bleu par les pêcheurs qui l'utilisent comme appât vivant, est une espèce de vers marins polychètes appartenant à la famille des Opheliidae.